# Végelszámolás
A végelszámolás egy fizetőképes gazdasági társaság jogutód nélküli megszűnését célozza a hitelezők kielégítésével. 
A hatályos magyar jogban a végelszámolási eljárás lefolytatásának szabályait a cégnyilvánosságról, a bírósági cégeljárásról és végelszámolásról szóló 2006. évi V. törvény (röviden: Ctv.)  VIII. fejezete, az adózás rendjéről szóló 2003. évi XCII. törvény vonatkozó rendelkezései, a végelszámolás számviteli feladatairól szóló 72/2006. (IV. 3.) Korm. rendelet  a civil szervezetek végelszámolását az egyesülési jogról, a közhasznú jogállásról, valamint a civil szervezetek működéséről és támogatásáról szóló 2011. évi CLXXV. törvény szabályozza.
A végelszámolás egyrészt a cég jogutód nélküli megszűnésének egyik jogcímét jelenti, másrészt a végelszámolási eljárást is gyakran egyszerűen végelszámolásként említik.

## Általános szabályok
A VIII. fejezet 1. címe foglalkozik a végelszámolás általános szabályaival.
A végelszámolás tárgya a gazdasági társaság vagyona, mellyel a végelszámolás kezdetekor rendelkezik, illetve melyet az eljárás alatt szerez.
Az illetékes bíróság nemperes kérdésekben a cég székhelye szerinti illetékes cégbíróság, peres ügyekben pedig a székhely szerinti megyei bíróság.
A végelszámolási eljárás háromféleképpen fejeződhet be:
1. 1. a cégbíróság törli a gazdasági társaságot a nyilvántartásból

1. 2. felszámolási eljárás megindulásával

1. 3. a gazdasági társaság legfőbb szervének azon döntésével, hogy tovább folytatja a gazdálkodást.

## A végelszámolás elhatározása
A gazdasági társaság legfőbb szerve határozatot hoz, melyben megállapítja a végelszámolás kezdő időpontját, kinevezi a végelszámolót, valamint rendelkezik a gazdasági társaság vagyoni részesedésével működő jogalanyok sorsáról.
A végelszámolás kezdő időpontjában, melyet a legfőbb szerv határozatában állapít meg, a cég vezető tisztségviselőjének megszűnik a megbízatása. Az ő helyébe lép a végelszámoló.
A vezető tisztségviselő 45 napon belül köteles elvégezni a törvény által rá kiszabott számviteli feladatokat, illetve köteles eleget tenni tájékoztatási és iratátadási kötelezettségének. Ezt akkor is meg kell tenni, ha esetleg a volt vezető tisztségviselő lesz a végelszámoló.
Amennyiben a vezető tisztségviselő nem tesz eleget az előbb említett kötelezettségeinek, akkor a polgári jog általános szabályai szerint felel, illetve a végelszámoló kérelmére 50.000-500.000 Ft-ig terjedő pénzbírságot szabhat ki a bíróság.

## A végelszámoló jogállása
Bárki lehet végelszámoló, aki a vezető tisztségviselőkkel szemben támasztott követelményeknek megfelel és elfogadja a megbízást.
A végelszámoló fokozott gondossággal, a gazdasági társaság ill. a hitelezők érdekeinek szem előtt tartásával köteles eljárni.
Kinevezéséről és visszahívásáról a legfőbb szerv határoz.
Ha a céget a későbbiekben felszámolják, és a végelszámoló alapos ok nélkül késlekedett vagy hitelezőt előnyben részesített, akkor a kár mértékéig tőkehozzájárulásra kötelezhető.
A végelszámoló jogosult felmondani a gazdasági társaság szerződéseit, illetve adott esetben elállni a gazdasági társaság szerződéseitől.
Alábbiakat viszont nem lehet azonnali hatállyal felmondani (!):
1. 1. természetes személy bérleti szerződését

1. 2. gyakorlati képzés szervezésére kötött szerződést

1. 3. a munkaszerződést

1. 4. a kölcsönszerződést, amennyiben az nem gazdasági tevékenységgel függ össze

1. 5. a kollektív szerződést.

A jövőbeni szavatossági, jótállási és kártérítési kötelezettségek rendezésére harmadik személyt kell megbízni, melynek tényét a cégközlönyben közzé kell tenni.

## A végelszámolás lefolytatása
A végelszámoló változásbejegyzési kérelemben köteles bejelenteni a cégbíróságnak:
-a végelszámolást elrendelő határozat keltét
-a végelszámolás kezdő időpontját
-a végelszámoló nevét, lakóhelyét/székhelyét
-a korábbi vezető tisztségviselő jogviszonyának megszűnését
+ csatolnia kell egy aláírási címpéldányt, amennyiben nem ő volt korábban a vezető tisztségviselő.
A végelszámoló bejelentése alapján a cégbíróság végzést hoz, amelyet közzé tesz a cégközlönyben. A bejelentett adtokon túl a végzés tartalmazza a hitelezőknek szóló felhívást, hogy 40 napon belül jelentsék be igényeiket.

## A végelszámoló feladatai
-felméri a cég vagyoni helyzetét
-kiegyenlíti tartozásait
-érvényesíti jogait, teljesíti kötelezettségeit
-értékesíti a cég vagyoni eszközeit.
Tevékenységének négy fontos korlátja van:
1. a legfőbb szerv előírhatja, hogy egyes vagyontárgyakat csak nyilvános pályázat vagy árverés útján lehet értékesíteni,
2. a legfőbb szerv dönthet a tevékenység ideiglenes vagy korlátozott folytatásáról,
3. évente el kell készítenie a beszámolót ill. az adóbevallásokat,
4. évente tájékoztatót készít a legfőbb szerv és a cégbíróság részére.
Mindazonáltal a végelszámolást 3 éven belül be kell fejezni. Ellenkező esetben ugyanis átalakul az eljárás kényszer-végelszámolássá.

## A hitelezői igények kielégítése
A végzés közzétételét követő 40 napon belül kell bejelenteni igényüket a hitelezőknek. Akkor is, ha éppen per van folyamatban az adott ügyben.
A 40 nap leteltével 15 napon belül a végelszámoló jegyzéket készít az elismert ill. vitatott igényekről. További 15 napon belül a jegyzéket benyújtja a cégbírósághoz, ill. értesíti a vitatott követelések hitelezőit besorolásukról.
A közzétételtől számított 75 napon belül a végelszámoló korrigálja a jegyzék alapján a nyitó mérleget, melyet a legfőbb szerv elé terjeszt. Ha nem elég a vagyon és a hiányzó részt a tagok 30 napon belül nem fizetik be, akkor meg kell indítani a felszámolási eljárást. Ha elég a vagyon, akkor a végelszámoló közli a legfőbb szervvel a szükséges adatokat, amely határozatot hoz a vagyonfelosztás tárgyában
A határozat megszületését követően a végelszámoló benyújtja az egyébként illetékmentes törlési kérelmet a cégbírósághoz. Ezen kérelem benyújtását követően már nem dönthet a legfőbb szerv a tevékenység továbbfolytatásáról.

## A végelszámolási kifogás
A végelszámoló intézkedése vagy mulasztása miatt a sérelmet szenvedett fél (szubjektív határidő 8 nap, az objektív 60 nap) végelszámolási kifogással élhet. Fennáll ugyanez a lehetőség, ha a végelszámoló nem tájékoztatja a hitelezőt igényének besorolásáról.
A cégbíróság soron kívül határoz. Fellebbezési lehetőség van.

## Az egyszerűsített végelszámolás
A végelszámolásról szóló fejezet 6. címe tartalmaz rendelkezéseket az egyszerűsített végelszámolásról.
Akkor kerülhet rá sor, ha a számvitelről szóló 2000. évi C. törvény 155. §-a szerinti könyvvizsgálatra nem kötelezett, és az eljárás előre láthatóan 150 napon belül befejezhető. (Ctv. 114. §)
Ilyenkor a végelszámoló személyét a végén a törlési kérelemmel együtt kell bejelenteni a cégbíróságnak.
Az eljárás átváltozik rendes végelszámolássá, ha:
1. 1. valamely hitelezői igény vitatott,

1. 2. hitelező peres eljárást indít,

1. 3. nem tartható a 120 napos határidő.

A szabályok megsértése esetén kényszer-végelszámolásra kerül sor.

## Kényszer-végelszámolás
Kényszer-végelszámolásra akkor kerül sor, ha:
1. 1. törvényességi felügyeleti eljárásban a cégbíróság megszűntnek nyilvánítja,

1. 2. jogutód nélküli megszűnést előidéző ok miatt,

1. 3. a cég a végelszámolást 3 éven belül nem fejezete be,

1. 4. az általános szabályokra való áttérést nem hajtották végre.

Ha egyszer elrendelték, nem lehet megszüntetni. Az elrendelésével kapcsolatos változásokat a cégbíróság hivatalból jegyzi be.
1 éven belül be kell fejezni, de - indokolt esetben - egyszeri alkalommal 6 hónappal meghosszabbítható.
Ha átalakul felszámolássá, akkor ott egyezség nem köthető.
A vagyont csak nyilvános pályázat vagy árverés útján lehet értékesíteni.